# Luis Alfonso Marroquín
Luis Alfonso Marroquín (Bello, 19 de enero de 1948 - Medellín, 2 de septiembre de 2020) fue un futbolista y entrenador colombiano, reconocido por haber sido el primer técnico que llevó a la selección de su país al Mundial de Fútbol en la categoría Sub-20.

## Biografía

### Primeros años
Marroquín nació en el municipio de Bello, Antioquia en 1948. Comenzó a jugar fútbol en su localidad natal a comienzos de la década de 1960, jugando para los equipos del Liceo Antioqueño y la Universidad de Antioquia, entre otros. Sin embargo, una lesión de rodilla lo retiró prematuramente de las canchas y decidió ingresar en el Colegio de Entrenadores de Antioquia para formarse como director técnico. Como entrenador del equipo de la Universidad de Antioquia llamó la atención, lo que lo llevó a dirigir la selección del departamento.

### Selección Sub-20
En 1983 fue convocado por Efraín Sánchez como asistente técnico para la Copa América disputada ese año y más adelante integró el cuerpo técnico de Gabriel Ochoa Uribe. En 1985 tuvo la oportunidad de dirigir a la selección de su país en el Sudamericano Sub-20 de Paraguay, al que convocó a jugadores como René Higuita, Wilmer Cabrera y John Jairo Tréllez, logrando la clasificación al mundial junto con el país organizador y Brasil. En la Copa Mundial de Fútbol Juvenil de 1985 el equipo de Marroquín logró superar la primera fase mediante sorteo ante la selección de Hungría pero cayó ante su similar de Brasil por seis a cero en la segunda fase.

### Retiro de la actividad y fallecimiento
Esta eliminación hizo que Marroquín dejara su cargo y regresara a Colombia, donde fue contactado por el club Millonarios de Bogotá para iniciar un ambicioso proyecto de divisiones menores. Sin embargo, el fallecimiento del presidente del equipo Edmer Tamayo truncó su posibilidad de llegar al club capitalino. Acto seguido regresó a su natal Antioquia y creó una escuela de fútbol, la cual funcionó hasta el año 2009.
Marroquín falleció el 2 de septiembre de 2020 en la ciudad de Medellín a los setenta y dos años.